# Norbert Leopoldseder
Norbert Leopoldseder (* 19. April 1949 in Steinhagen) ist ein ehemaliger deutscher Fußballspieler. Der Stürmer war für Arminia Bielefeld aktiv.

## Werdegang
Leopoldseder begann seine Karriere bei der Spvg Steinhagen und wechselte noch als Jugendlicher zum SV Brackwede. Im Jahre 1967 stieg der Außenstürmer zum Kader des damaligen Regionalligisten Arminia Bielefeld. Im Jahre 1970 stieg er mit seiner Mannschaft in die Bundesliga auf. Vom damaligen Trainer Egon Piechaczek wurde Leopoldseder zunächst zum Abwehrspieler umgeschult. In der Saison 1970/71 schaffte Leopoldseder mit der Arminia am letzten Spieltag durch einen 1:0-Sieg bei Hertha BSC den Klassenerhalt. Durch die Aufdeckung des Bundesliga-Skandals musste die Arminia nach der Saison 1971/72 zwangsweise in die Regionalliga absteigen. Rückblickend erklärte Leopoldseder, dass er damals „zu naiv gewesen wäre, um etwas mitzubekommen“. Als der Skandal aufflog wäre er „überrascht und gleichermaßen enttäuscht über die Vorgänge gewesen“. Er spielte noch zwei Jahre für die Arminia, ehe er 1974 zu seinem Heimatverein Spvg Steinhagen zurückkehrte und dort als Abwehrspieler agierte. Ab 1975 ließ er seine Karriere in der zweiten Mannschaft der Sportvereinigung ausklingen. Norbert Leopoldseder bestritt 56 Bundesligaspiele und erzielte vier Tore. In der Regionalliga West wurde er 124 Mal eingesetzt und erzielte 14 Tore. 

## Leben
Norbert Leopoldseder absolvierte zunächst eine Ausbildung zum Bankkaufmann bei der Commerzbank und danach eine Ausbildung zum Steuerberater.
Heute arbeitet Leopoldseder als Steuerberater in Steinhagen, wo er die Kanzlei seines Vaters übernahm. Ab Mitte der 1990er Jahre saß Norbert Leopoldseder im Verwaltungsrat von Arminia Bielefeld und stieg am 3. November 2009 zum Vorsitzenden des Aufsichtsrats der DSC Arminia Bielefeld GmbH & Co. KGaA auf. Nachdem die zwischenzeitlich drohende Insolvenz abgewendet werden konnte, gab er am 23. Juni 2010 den Posten wieder ab. Darüber hinaus saß er bis 2018 auch im Aufsichtsrat der Volksbank Bielefeld-Gütersloh. Norbert Leopoldseder ist verheiratet und hat zwei Kinder.